# كرسول أخضر
كرسول أخضر (الاسم العلمي:Crassula viridis) هو نوع من النباتات يتبع جنس الكرسول من الفصيلة الكرسولية.